# Creach Bheinn (kulle)
Creach Bheinn är en kulle i Storbritannien.   Den ligger i kommunen Argyll and Bute och riksdelen Skottland, i den nordvästra delen av landet, 700 km nordväst om huvudstaden London. Toppen på Creach Bheinn är 492 meter över havet, eller 288 meter över den omgivande terrängen. Bredden vid basen är 3,0 km. Creach Bheinn ligger på ön Inner Hebrides.
Terrängen runt Creach Bheinn är kuperad åt sydost, men åt nordväst är den platt. Havet är nära Creach Bheinn åt nordväst.Runt Creach Bheinn är det mycket glesbefolkat, med 2 invånare per kvadratkilometer. Trakten runt Creach Bheinn består i huvudsak av gräsmarker.